# Stanisław Przybyński
Stanisław Przybyński  (* 29. Februar 1888 in Posen; † 2. September 1939 ebenda) war ein polnischer Offizier, der mit dem „Złoty Krzyż Zasługi“, dem polnischen Verdienstkreuz, ausgezeichnet wurde.

## Leben und Wirken

Złoty Krzyż Zasługi z Mieczami (1942)

Stanisław Przybyński wurde als Sohn des Brigade-Admirals Hendryk Przybyński und der Hebamme Elżbieta Cybulska geboren. Bereits während des Ersten Weltkrieges machte er sich in der polnischen Armee, Regiment 302, als Kavallerist verdient. Er zeichnete sich beim Sturm auf Posen, im Jahr 1939, durch besondere Tapferkeit und Gegenwehr gegen die anrückende Wehrmacht aus und zögerte somit das Vorrücken der Deutschen um 24 Stunden hinaus. Dabei ließ er sein Leben. Viel kriegswichtiges Gerät der Polen konnte aber dadurch evakuiert werden. Dafür wurde er posthum von der polnischen Exilregierung mit dem „Złoty Krzyż Zasługi“ ausgezeichnet. Dies erfolgte am 3. April 1942.